# Moussac (Vienne)
Pour les articles homonymes, voir Moussac.
Moussac, également Moussac-sur-Vienne est une commune du Centre-Ouest de la France, située dans le département de la Vienne en région Nouvelle-Aquitaine.

## Géographie

### Communes limitrophes
| Queaux     | Persac          |          |
|            | Moussac         | Nérignac |
| Le Vigeant | L'Isle-Jourdain | Adriers  |

### Climat
Pour des articles plus généraux, voir Climat de la Nouvelle-Aquitaine et Climat de la Vienne.
Historiquement, la commune est exposée à un climat océanique du nord-ouest.  
En 2020, Météo-France publie une typologie des climats de la France métropolitaine dans laquelle la commune est exposée à un climat océanique altéré et est dans la région climatique  Poitou-Charentes, caractérisée par un bon ensoleillement, particulièrement en été et des vents modérés.
Pour la période 1971-2000, la température annuelle moyenne est de 11,8 °C, avec une amplitude thermique annuelle de 14,8 °C. Le cumul annuel moyen de précipitations est de 875 mm, avec 12 jours de précipitations en janvier et 6,9 jours en juillet. Pour la période 1991-2020, la température moyenne annuelle observée sur la station météorologique la plus proche, située sur la commune du Vigeant à 6,93 km à vol d'oiseau, est de 12,4 °C et le cumul annuel moyen de précipitations est de 781,8 mm,. Pour l'avenir, les paramètres climatiques de la commune estimés pour 2050 selon différents scénarios d’émission de gaz à effet de serre sont consultables sur un site dédié publié par Météo-France en novembre 2022.

## Urbanisme

### Typologie
Au 1er janvier 2024, Moussac est catégorisée commune rurale à habitat très dispersé, selon la nouvelle grille communale de densité à sept niveaux définie par l'Insee en 2022.
Elle est située hors unité urbaine et hors attraction des villes,.

### Occupation des sols
L'occupation des sols de la commune, telle qu'elle ressort de la base de données européenne d’occupation biophysique des sols Corine Land Cover (CLC), est marquée par l'importance des territoires agricoles (89,3 % en 2018), en diminution par rapport à 1990 (91 %). La répartition détaillée en 2018 est la suivante : 
prairies (63,2 %), terres arables (16,8 %), zones agricoles hétérogènes (9,2 %), forêts (6,5 %), eaux continentales (2,7 %), zones urbanisées (1,5 %). L'évolution de l’occupation des sols de la commune et de ses infrastructures peut être observée sur les différentes représentations cartographiques du territoire : la carte de Cassini (XVIIIe siècle), la carte d'état-major (1820-1866) et les cartes ou photos aériennes de l'IGN pour la période actuelle (1950 à aujourd'hui).

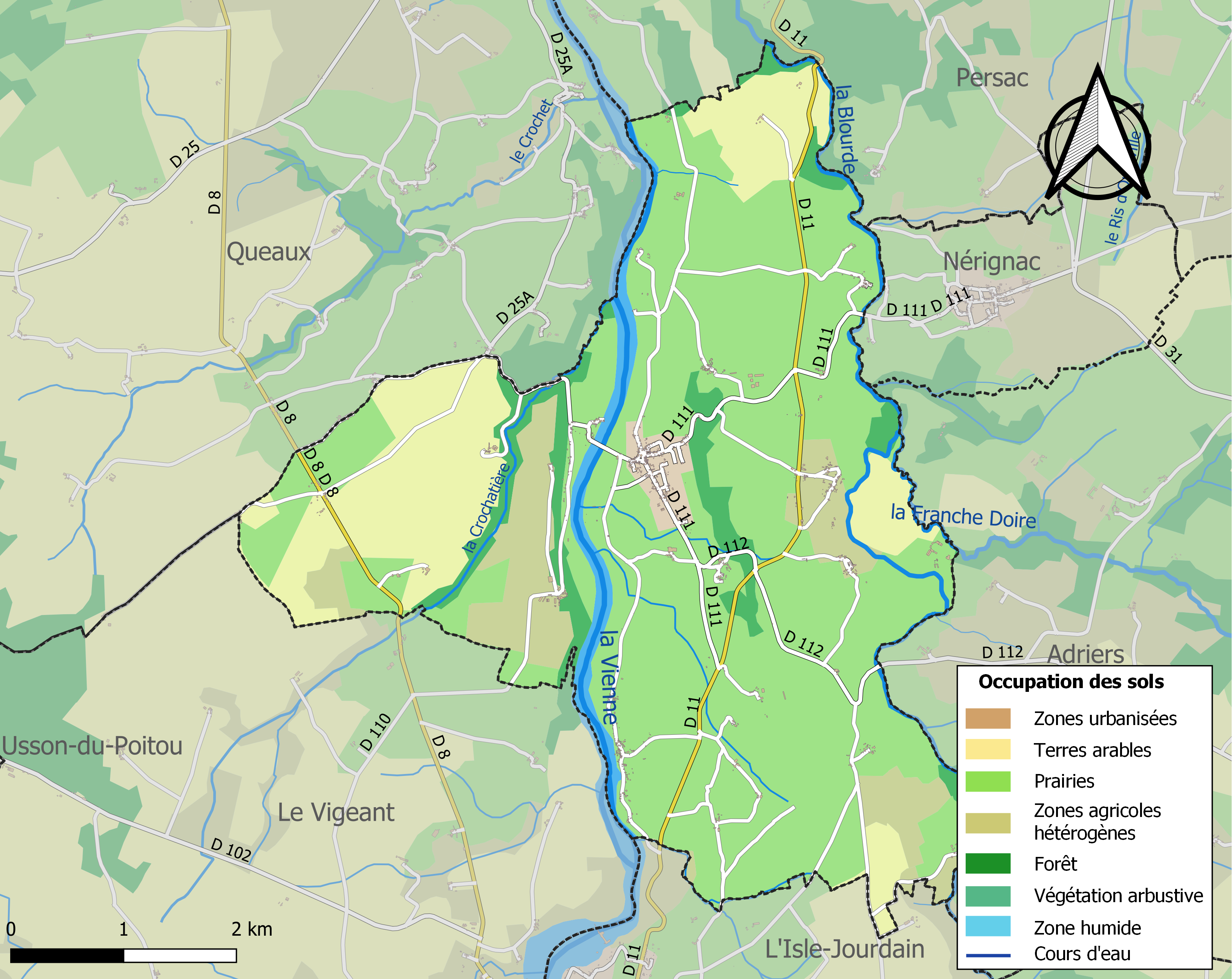
Carte des infrastructures et de l'occupation des sols de la commune en 2018 (CLC).

### Risques majeurs
Le territoire de la commune de Moussac est vulnérable à différents aléas naturels : météorologiques (tempête, orage, neige, grand froid, canicule ou sécheresse), inondations, mouvements de terrains et séisme (sismicité faible). Il est également exposé à trois risques technologiques,  le transport de matières dangereuses et la rupture d'un barrage et le risque nucléaire, et à un risque particulier : le risque de radon. Un site publié par le BRGM permet d'évaluer simplement et rapidement les risques d'un bien localisé soit par son adresse soit par le numéro de sa parcelle.

#### Risques naturels
Certaines parties du territoire communal sont susceptibles d’être affectées par le risque d’inondation par débordement de cours d'eau, notamment la Vienne, la Blourde et la Franche Doire. La commune a été reconnue en état de catastrophe naturelle au titre des dommages causés par les inondations et coulées de boue survenues en 1982, 1993, 1995, 1999 et 2010,. Le risque inondation est pris en compte dans l'aménagement du territoire de la commune par le biais du plan de prévention des risques inondation (PPRI) de la « vallée de la Vienne "amont" - Section Availles-Limouzine/Valdivienne », approuvé le 24 décembre 2009 et par le PPRI « Vienne Communauté de Communes Vienne et Gartempe (CCVG) », prescrit le 28 janvier 2021.

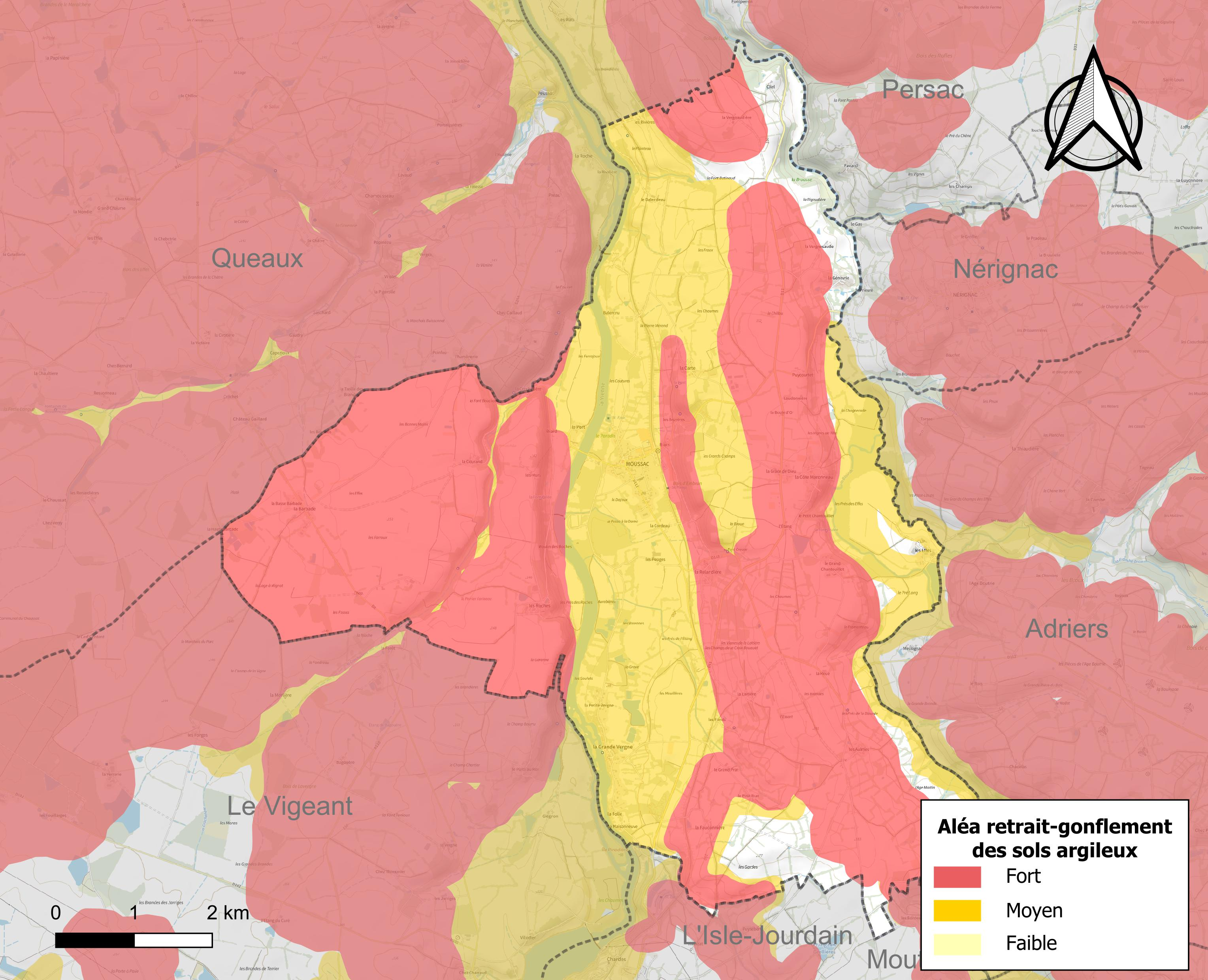
Carte des zones d'aléa retrait-gonflement des sols argileux de Moussac.

Les mouvements de terrains susceptibles de se produire sur la commune sont des affaissements et effondrements liés aux cavités souterraines (hors mines) et des tassements différentiels. Afin de mieux appréhender le risque d’affaissement de terrain, un inventaire national permet de localiser les éventuelles cavités souterraines sur la commune. Le retrait-gonflement des sols argileux est susceptible d'engendrer des dommages importants aux bâtiments en cas d’alternance de périodes de sécheresse et de pluie. 93,2 % de la superficie communale est en aléa moyen ou fort (79,5 % au niveau départemental et 48,5 % au niveau national). Depuis le 1er octobre 2020, en application de la loi ÉLAN, différentes contraintes s'imposent aux vendeurs, maîtres d'ouvrages ou constructeurs de biens situés dans une zone classée en aléa moyen ou fort,.
La commune a été reconnue en état de catastrophe naturelle au titre des dommages causés par la sécheresse en 2018 et 2019 et par des mouvements de terrain en 1999 et 2010.

#### Risques technologiques
La commune est en outre située en aval des barrages de Lavaud-Gelade et de Vassivière dans la Creuse, des ouvrages de classe A. À ce titre elle est susceptible d’être touchée par l’onde de submersion consécutive à la rupture d'un de ces ouvrages.
La commune étant située dans le périmètre du plan particulier d'intervention (PPI) de 20 km autour de la centrale nucléaire de Civaux, elle est exposée au risque nucléaire. En cas d'accident nucléaire, une alerte est donnée par différents médias (sirène, sms, radio, véhicules). Dès l'alerte, les personnes habitant dans le périmètre de 2 km se mettent à l'abri. Les personnes habitant dans le périmètre de 20 km peuvent être amenées, sur ordre du préfet, à évacuer et ingérer des comprimés d’iode stable,,.

#### Risque particulier
Dans plusieurs parties du territoire national, le radon, accumulé dans certains logements ou autres locaux, peut constituer une source significative d’exposition de la population aux rayonnements ionisants. Selon la classification de 2018, la commune de Moussac est classée en zone 3, à savoir zone à potentiel radon significatif.

## Toponymie
Toponyme celte gaulois. Le suffixe en '-ac' signifie domaine. 'Moto' signifie membre viril d'un homme.  'Moto,motto,mottio,mottus,mottius' signifient homme membré. Peut être si analogie avec le vieil irlandais homme courageux, héros. Moussac signifie donc le domaine de l'homme membré (de l'homme courageux, du héros peut être).
L’adjonction « -sur-Vienne » apparaît dans les textes au moins en 1449. La majeure partie des terres de cette commune est située sur la rive droite de la Vienne, mais quelques villages et hameaux se développent sur la rive gauche.

## Histoire
Moussac accueille favorablement les avancées de la Révolution française. Elle plante ainsi son arbre de la liberté, symbole de la Révolution. Il devient le lieu de ralliement de toutes les fêtes et des principaux événements révolutionnaires. Il est abattu au moment de la réaction royaliste, et les responsables sont acquittés pour vice de forme (janvier 1800).
En 1939, comme de nombreux villages de la Vienne, Moussac a accueilli des réfugiés mosellans. 293 d'entre-eux viennent du village de Hombourg-Haut. Ils sont logés et nourris par les habitants de Moussac.

## Politique et administration

### Liste des maires
| Période   | Période   | Identité           | Étiquette | Qualité |
| --------- | --------- | ------------------ | --------- | ------- |
| mars 2001 | mars 2008 | Pierre Villessot   |           |         |
| mars 2008 |           | Jean-Daniel Rivaux |           |         |

## Démographie
L'évolution du nombre d'habitants est connue à travers les recensements de la population effectués dans la commune depuis 1793. Pour les communes de moins de 10 000 habitants, une enquête de recensement portant sur toute la population est réalisée tous les cinq ans, les populations de référence des années intermédiaires étant quant à elles estimées par interpolation ou extrapolation. Pour la commune, le premier recensement exhaustif entrant dans le cadre du nouveau dispositif a été réalisé en 2004.

En 2022, la commune comptait 433 habitants, en évolution de −2,04 % par rapport à 2016 (Vienne : +0,6 %, France hors Mayotte : +2,11 %).
| 1793 | 1800 | 1806 | 1821 | 1831 | 1836 | 1841 | 1846 | 1851  |
| ---- | ---- | ---- | ---- | ---- | ---- | ---- | ---- | ----- |
| 966  | 647  | 738  | 853  | 905  | 916  | 852  | 886  | 1 025 |

| 1856  | 1861  | 1866  | 1872  | 1876  | 1881  | 1886  | 1891  | 1896  |
| ----- | ----- | ----- | ----- | ----- | ----- | ----- | ----- | ----- |
| 1 093 | 1 023 | 1 074 | 1 009 | 1 057 | 1 147 | 1 197 | 1 176 | 1 203 |

| 1901  | 1906  | 1911  | 1921  | 1926 | 1931 | 1936 | 1946 | 1954 |
| ----- | ----- | ----- | ----- | ---- | ---- | ---- | ---- | ---- |
| 1 192 | 1 172 | 1 059 | 1 012 | 959  | 939  | 916  | 934  | 876  |

| 1962 | 1968 | 1975 | 1982 | 1990 | 1999 | 2004 | 2006 | 2009 |
| ---- | ---- | ---- | ---- | ---- | ---- | ---- | ---- | ---- |
| 844  | 772  | 666  | 582  | 497  | 504  | 507  | 491  | 484  |

| 2014 | 2019 | 2022 | - | - | - | - | - | - |
| ---- | ---- | ---- | - | - | - | - | - | - |
| 447  | 441  | 433  | - | - | - | - | - | - |

## Culture locale et patrimoine

### Lieux et monuments

#### Patrimoine religieux
- Église Saint-Martin : l’église est dédiée à saint Martin comme à peu près 4 000 autres édifices en France (8 000 en Italie). Saint Martin était très populaire au Moyen Âge. Elle a été construite au milieu du XIXe siècle, et le clocher, achevé vingt ans plus tard (1880), contient trois cloches dont l'une a été refondue en 1889 à partir d'une vieille cloche de 1721. L'édifice a perdu ce qui fait son trésor : une Vierge à l'enfant en cuivre émaillé du XIIe siècle de style limousin. Elle est inscrite à l'Inventaire général du patrimoine culturel[34].
- Croix hosannière : elle tire son nom de l'hébreu « hosanna », premier mot d'une hymne chantée le jour des Rameaux. Il était de tradition de se rendre en procession jusqu'au cimetière ce jour-là et, au pied de ce calvaire, les habitants chantaient l'Hosanna.
- Croix de mission. Depuis le XVIIe siècle, des croix de mission sont édifiées à l'occasion de missions populaires dans les villages et les bourgs. Les plantations de ces croix deviennent fréquentes à la fin du XIXe siècle  et au début du XXe siècle, notamment à partir de 1905, en réaction à la laïcisation de la société.  Celle de Moussac a été érigée le 21 avril 1930. Elle est en béton. L'ensemble dépasse une dizaine de mètres en comprenant le socle. Sur ce dernier, sur une plaque de marbre, la phrase suivante a été gravée : "Nous vous adorons,Ô Christ, et nous vous benissons puisque vous avez sauvé le monde par votre croix". C'est l'acclamation séculaire que l'on chante au cours du chemin de croix.

#### Patrimoine civil
- Château de la Messelière : situé à la limite de la commune de Moussac-sur-Vienne, la date de la première construction du château de la Messelière est inconnue. La châtellenie appartient à la famille Faugère à partir de la seconde moitié du XIIIe siècle. Elle fut transmise par alliance vers 1420 à la Frotier de La Messelière, toujours propriétaire de nos jours (ne se visite pas).

#### Patrimoine naturel

##### La basse vallée de la Grande Blourde
À 5 km à peine au sud de sa confluence avec la Vienne, la Grande Blourde s’écoule dans un vallon boisé encaissé dans les granites du Massif central. Dans ce défilé granitique, la rivière a un parcours en rapides sur plus d’un kilomètre. La basse vallée est restée très sauvage et évoque déjà les basses montagnes du Limousin proche.
Sur les pentes raides, le boisement dominant est une chênaie-charmaie qui est une formation typique de ces vallons au sol frais mais sain, profond et riche en nutriments. Dans le bas des vallons, parmi les blocs rocheux qui bordent la Blourde, l’aulnaie-frênaie forme une étroite galerie forestière.
La basse vallée de la Blourde présente un grand intérêt botanique, qui a justifié son classement, par la présence d’une flore à nettes affinités montagnardes, favorisée par le degré hygrométrique élevé, l’ambiance forestière et, la situation géographique du site aux confins des "terres froides" des basses montagnes limousines toutes proches. Les plantes suivantes y ont été recensées :
- l’ Aconit tue-loup : il s’agit d’une robuste Renonculacée dont la tige, haute jusqu’à un mètre, porte de grandes feuilles profondément divisées et produit à partir du mois de juin une grappe plus ou moins rameuse de fleurs jaune pâle en forme de casque allongé très caractéristiques. Elle est répandue dans les Pyrénées, les Alpes et le Massif central mais rarissime dans les plaines atlantiques. En Poitou-Charentes, l’aconit se trouve dans des sites très dispersés, presque tous situés dans la partie granitique du département de la Vienne (quelques très rares cas sont connus sur calcaire toutefois comme à Ligugé), toujours en situation fraîche, en général en fond de vallons ombragés ou en bordure de ruisseaux ou de petites rivières. C’est le cas ici, où l’espèce forme de beaux peuplements le long de la Blourde.
- la Balsamine des bois : elle est aussi appelée Impatiente en raison de ses fruits qui explosent au moindre contact lorsqu’ils sont mûrs. Elle est presque aussi rare que l’Aconit tue-loup. Elle possède aussi de fortes affinités montagnardes. Elle accompagne souvent l’Aconit tue-loup.
- l’Orme de montagne.
- l’Osmonde royale : c’est la plus grande des fougères de France. Elle peut dépasser les 2 m. Elle agrémente de ses énormes touffes la base des rochers immergée dans les eaux de la Blourde.
- la Petite Ciguë.
- la Primevère élevée, sans être aussi rare que l’Aconit tue-loup occupe des sites très disséminés dans la région dont les conditions climatiques ne lui convient pas.
- la Sérapias langue.
- la Véronique des montagnes, sans être aussi rare que l’Aconit tue-loup occupe des sites très disséminés dans la région dont les conditions climatiques ne lui convient pas.

##### Le coteau de la Barlottière
Le coteau de la Barlottière borde la Grande Blourde dans une zone géographique située à cinq kilomètres à peine au sud de sa confluence avec la Vienne, sur le territoire des communes de Moussac, et de Persac. À cet endroit, la Grande Blourde s’écoule en rapides sur plus d’un kilomètre, dans un vallon boisé encaissé.
Sur ses pentes raides, le boisement dominant, bénéficiant d’un sol frais et sain, profond et riche en nutriments, est composé de chênes et de charmes. Au pied du coteau, parmi les blocs rocheux qui bordent la Grande Blourde, l’aulnaie-frênaie forme une étroite galerie ripicole.
Le bas du coteau de la Barlottière présente avant tout un intérêt botanique remarquable, qui a justifié son classement, par la présence d’une flore à nettes affinités montagnardes, favorisée par le degré hygrométrique élevé et l’ambiance forestière. Ainsi, sept plantes présentent un fort intérêt patrimonial :
- L’Aconit tue-loups dont les peuplements le long de la Grande Blourde y sont les plus importants de l’espèce,
- La Reine des prés,
- L’Angélique des bois,
- La Balsamine des bois,
- La Primevère élevée,
- La Véronique des montagnes,
- L’Osmonde royale.

### Personnalités liées à la commune
- Léon Pineau (1861-1965), né à Moussac, universitaire renommé et écrivain[35] dont l'avenue de Poitiers menant au campus porte le nom depuis janvier 1968.
- Théodore Édouard Gilles de La Tourette (1827-1902), négociant, maire de Moussac-sur-Vienne et suppléant du juge de paix du canton de L'Isle-Jourdain, père de Georges Gilles de la Tourette.

### Articles de Wikipédia
- Liste des communes de la Vienne
- Anciennes communes de la Vienne

## Sources